# Hole Patrol
Hole Patrol är det amerikanska glam metal bandet Steel Panthers debutalbum. Albumet var först utgivet 2003 men sedan åter utgivet 2005.
Hole Patrol gavs ut när bandet kallade sig Metal Shop.

## Track listing
1. "Satan's Intro" – 1:11
2. "Big Boobs" – 3:32
3. "Is It Hot in Here" – 0:37
4. "Hell's on Fire" – 2:59
5. "Fat Girl (Thar She Blows)" – 4:15
6. "Michael Falls in Love" – 0:21
7. "Stripper Girl" – 3:33
8. "Ginger Pusses Out" – 0:21
9. "Metal Shop" – 3:46 (2003)
10. "Cleveland Roxx" – 2:30 (2005) (istället för "Metal Shop")

## Medverkande
- Michael Starr (Michael Diamond på Hole Patrol) – sång
- Satchel (Rikki Ratchet på Hole Patrol) – gitarr
- Lexxi Foxxx (Ginger Roxxx på Hole Patrol) – elbas
- Stix Zadinia (Armondo Lbs på Hole Patrol) – trummor